# Nachal Ofa'im
Nachal Ofa'im (hebrejsky נחל עפאים‎) je vádí v Horní Galileji, v severním Izraeli.
Začíná v nadmořské výšce okolo 1000 metrů v centrální části masivu Har Meron, v prostoru mezi hlavním vrcholem Har Meron (1208 m n. m.) a bočními vrcholky Har Bar Jochaj (1151 m n. m.) a Har Ofa'im (1106 m n. m.). Zde se nachází pramen Ejn Ofa'im (עין עפאים‎) se starobylou vodní nádrží o rozměrech 5×6 metrů a hloubce 5 metrů. Vádí pak směřuje k západu velmi hlubokým zalesněným údolím. Na úpatí masivu Meron, nedaleko od hory Har Peki'in, ústí zprava do vádí Nachal Kziv, jež jeho vody odvádí do Středozemního moře.